# 池田山公園
池田山公園（いけだやまこうえん）は、東京都品川区東五反田にある品川区立の都市公園である。周辺住民の憩いの場として知られる。

## 歴史
当地一帯は江戸時代は岡山藩主・池田氏の下屋敷があったところであり、付近一体の高台は「池田山」という名称で呼ばれた。廃藩置県以降も池田氏の屋敷として使われていた。やがて、池田山付近は宅地化され、邸宅が立ち並び池田山は山の手有数の高級住宅街として知られるようになった（そのなかの邸宅のひとつに、上皇后美智子の実家である正田家の邸宅があった。現在は建物はなく跡地はねむの木の庭という小さな区立公園になって一般に公開されている）。また、池田山公園のあるところは、池田家の下屋敷の奥庭の部分であった。戦後しばらく私人の邸宅があったところであったが、品川区が庭園を保存すべく土地を取得し公園として整備し、1985年に区立公園として開園されたものである。現在でも江戸時代の回遊式庭園が良好に整備・保存されており、一般に公開されている。

## 主な施設
池田山の高台を生かした高低差のある公園で、池や滝を中心に江戸時代の回遊式庭園を中心とした造りとなっている。
- 回遊式庭園
- 広場
- 池

また、徒歩5分ほどの場所に「ねむの木の庭」がある。

## アクセスなど
- 五反田駅または目黒駅より徒歩15分。
- 開園時間：9時から17時まで（7・8月は18時まで）。
- 駐車場：なし。
- 料金：入園無料。

## ギャラリー

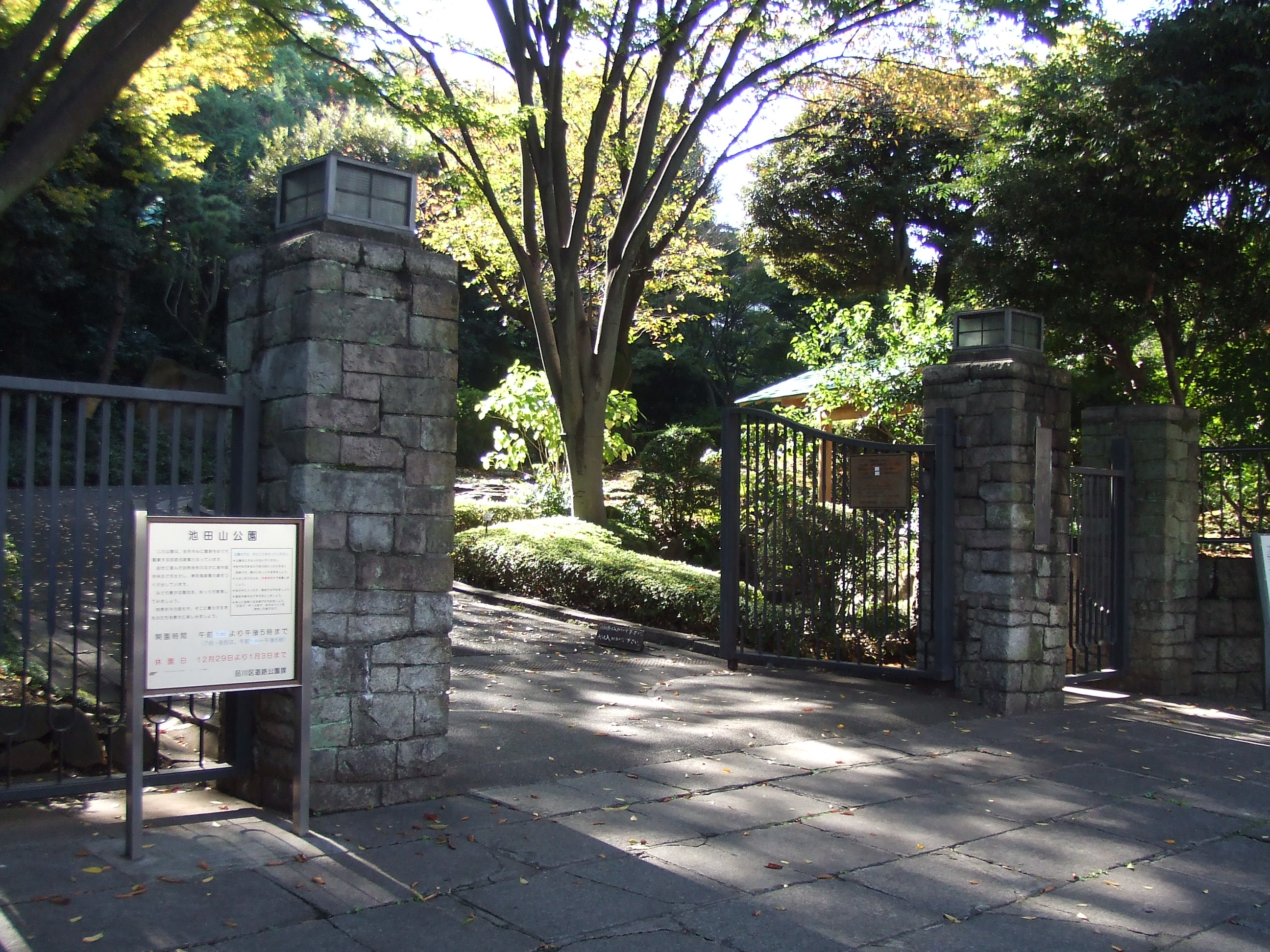
入り口（2007年11月）
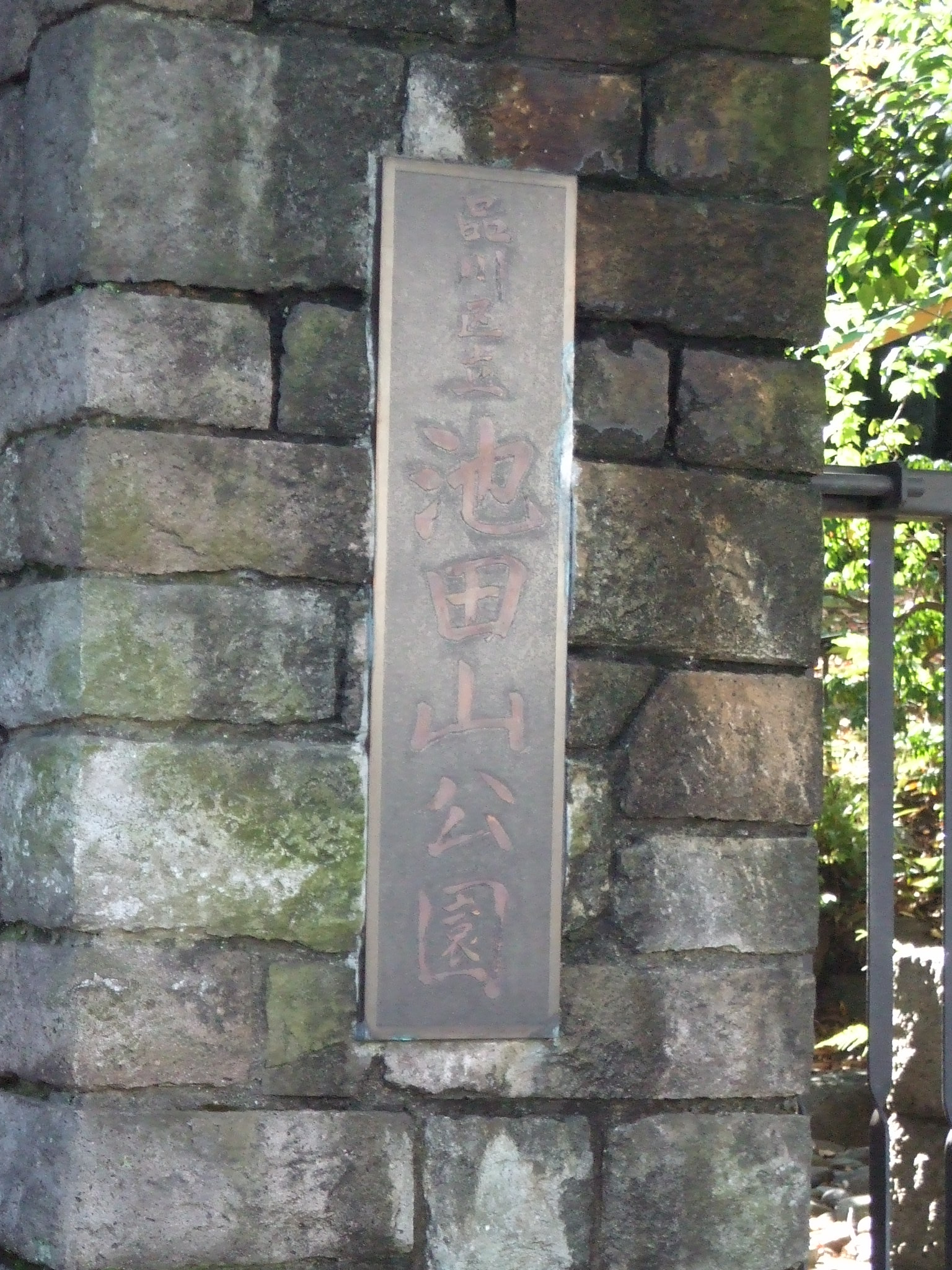
銘板（2007年11月）
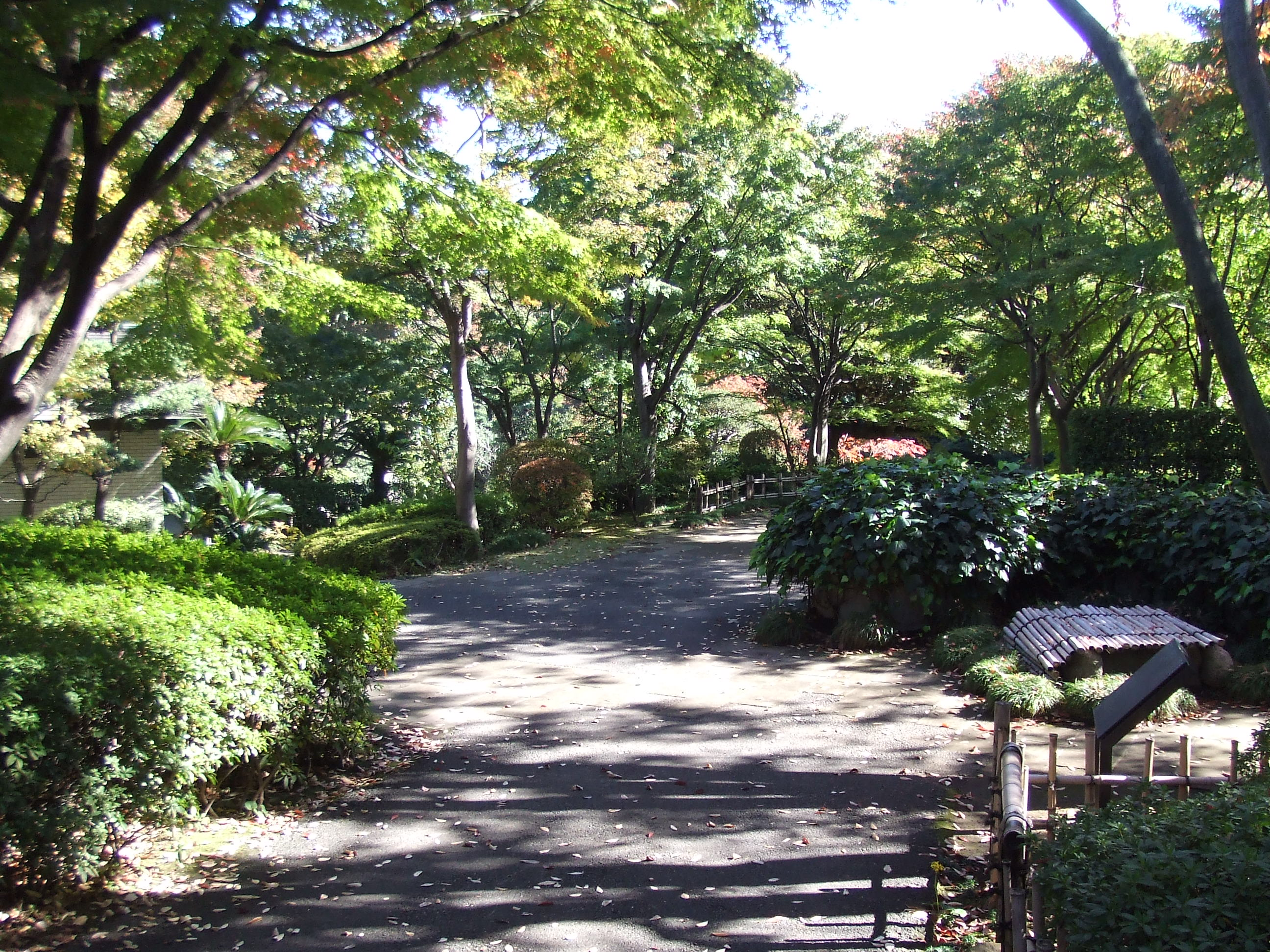
入り口付近（2007年11月）
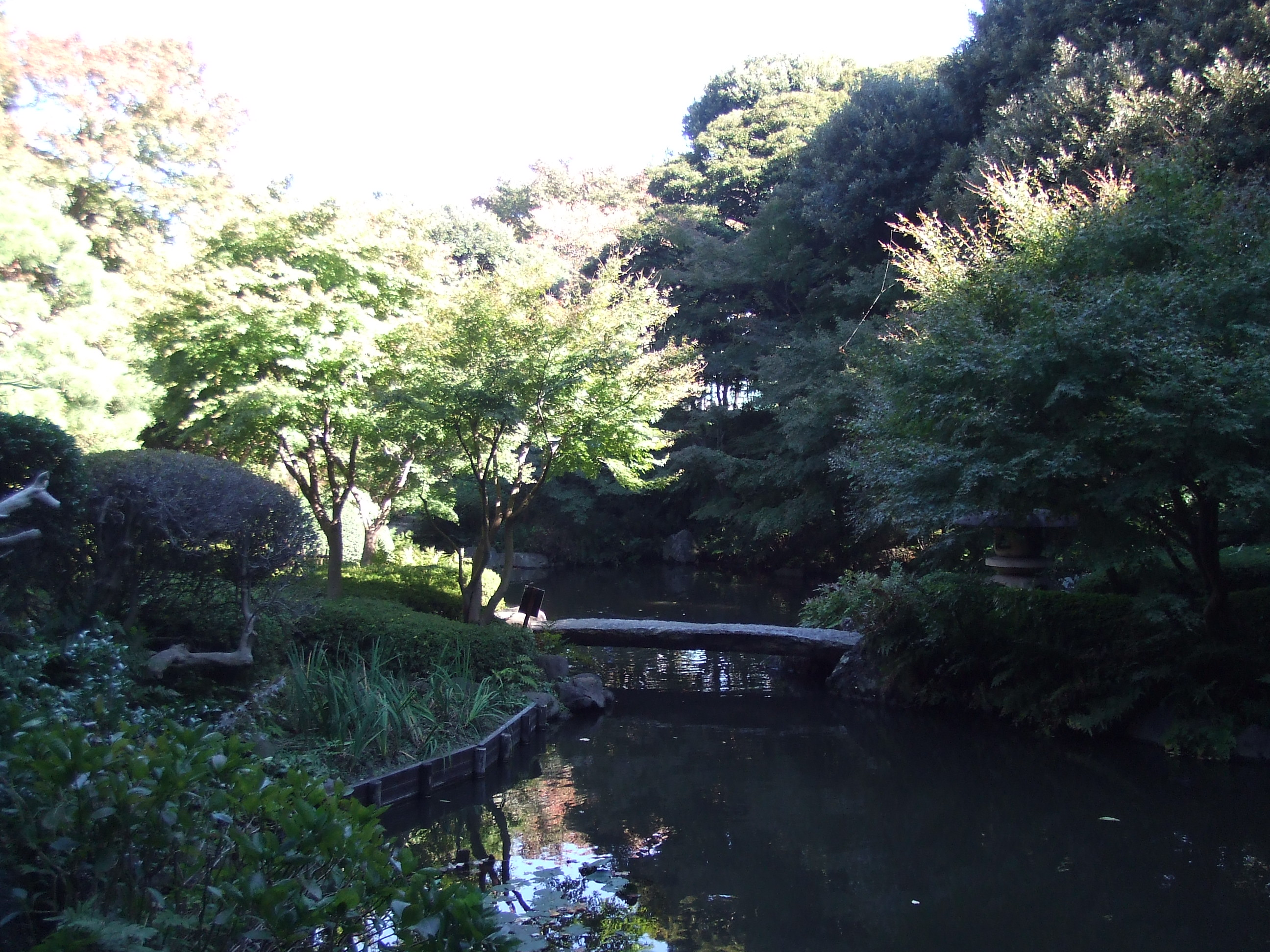
池（2007年11月）
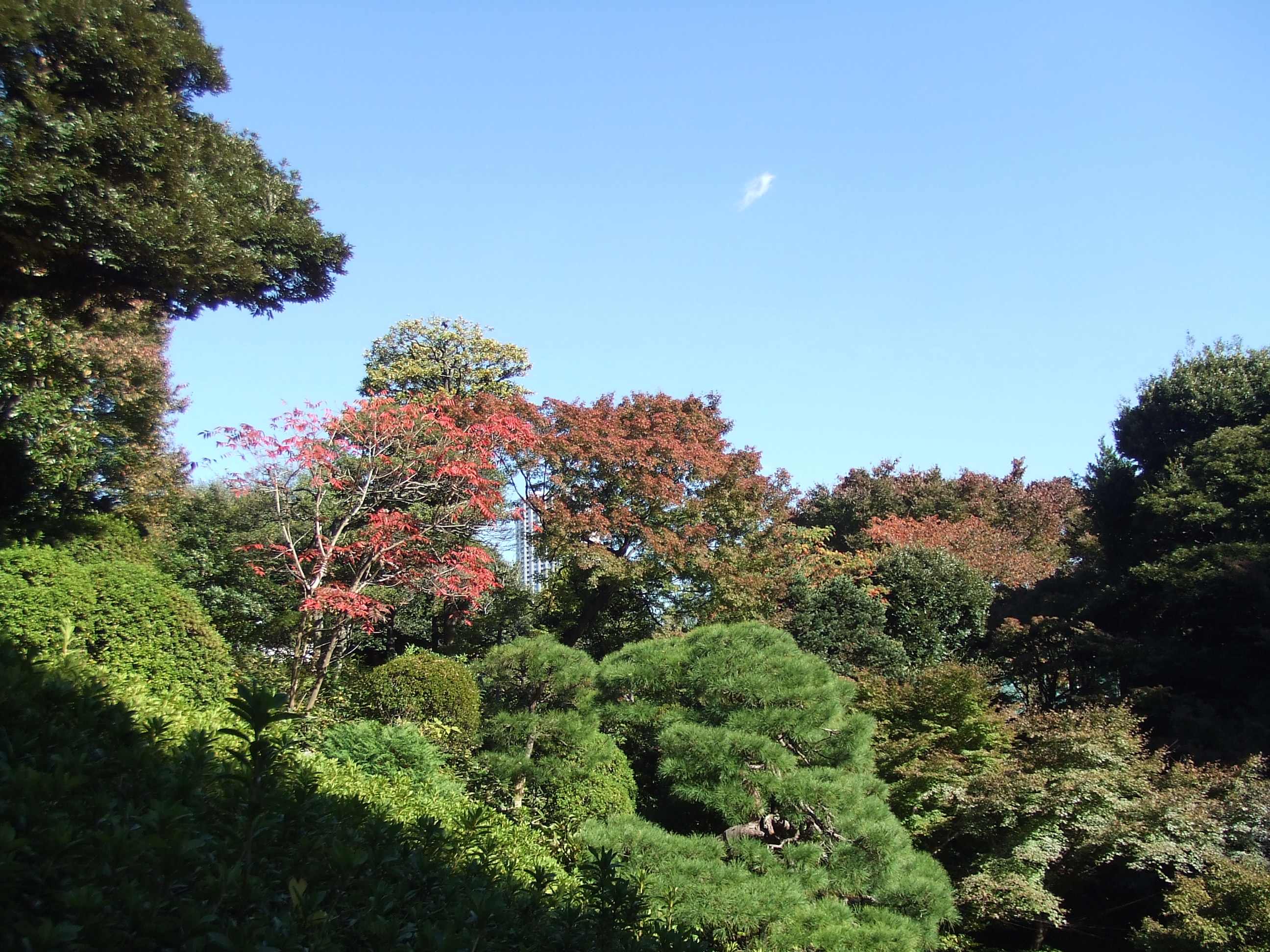
木に隠れているが、よく見ると周りは高層ビルに囲まれている（2007年11月）
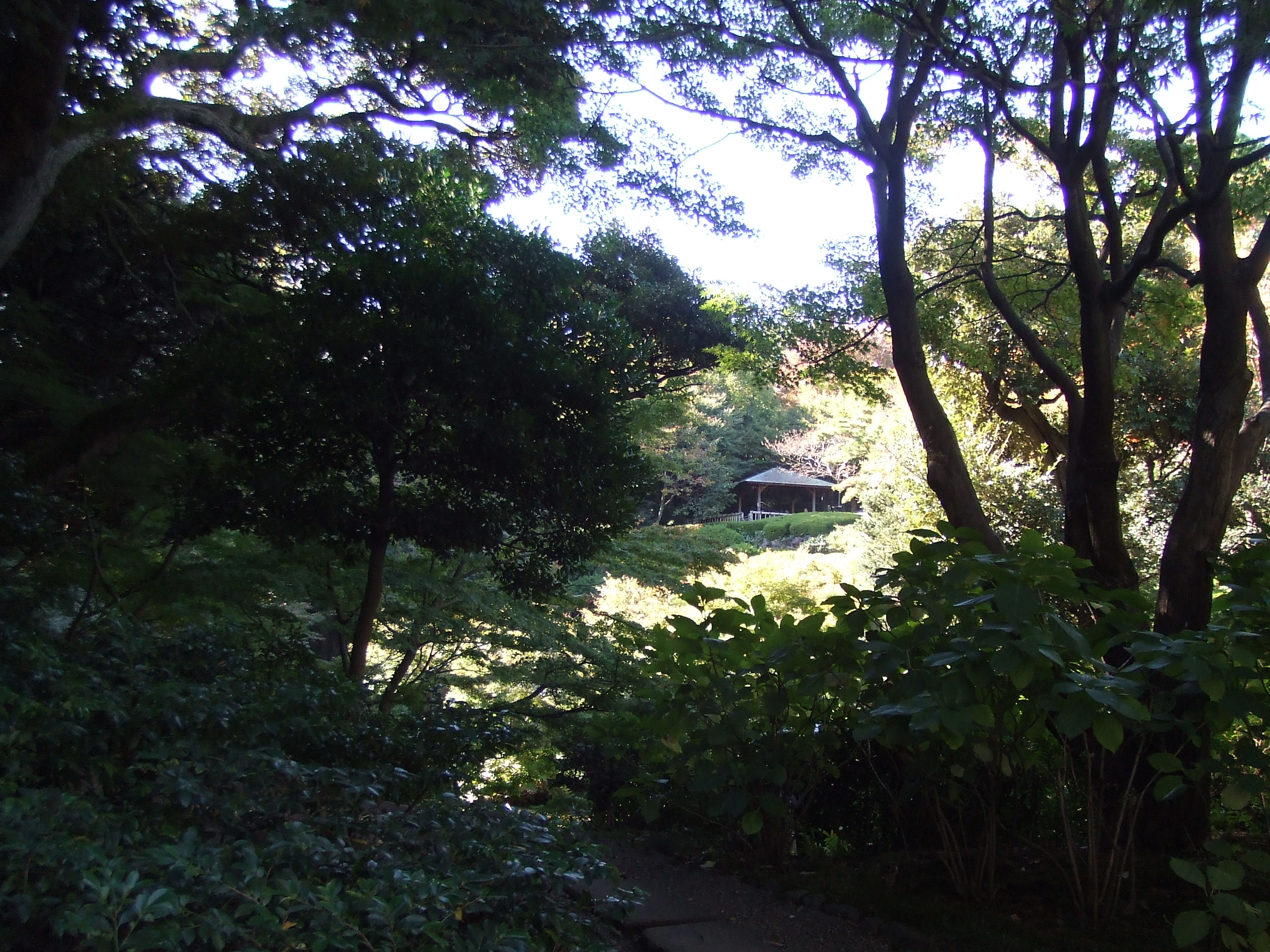
あずまや（2007年11月）